# خالد حمدان إغبارية
خالد حمدان إغبارية (بالعبرية: ח'אלד חמדאן אגבאריה) هو الرئيس السابق والخامس لبلدية أم الفحم. ولد عام 1960، متزوج ولديه أربعة أبناء. وهو أحد أبناء الحركة الإسلامية حيث انخرط في صفوفها مبكرًا، وهو في المرحلة الثانوية، فكان له دورًا في تأسيسها محليًا وقطريًا. تقلد الشيخ خالد حمدان منصب رئيس الحركة محليًا ما يقارب عشرون عامًا، وعدة مناصب قطرية أخرى على مدار أعوام عديدة.

## الدراسة والعمل
تلقى تعليمه الأساسي في أم الفحم، حيث درس في مدرستي عمر بن الخطاب وابن خلدون الابتدائيتين، وفي مدرسة ابن سينا الإعدادية، وأخيرًا في المدرسة الثانوية الشاملة. ثم التحق بجامعة القدس العربية ونال شهادتي البكالوريوس في العلوم الشرعية والماجستير في الإدارة التربوية. وقد عمل مدرسًا في المدرسة الثانوية الشاملة لمدة ثمانية سنوات، ومحاضرًا في كلية الدعوة والعلوم الإسلامية في أم الفحم لمدة سبعة عشر عامًا منذ تأسيسها عام 1990.

## منصب رئاسة البلدية
ترشح لرئاسة بلدية أم الفحم منتصف عام 2008، ودخل المنافسة الانتخابية سوية مع ثلاثة مرشحين وفاز بنسبة 62.01% بحصوله على 12,418 صوتًا. بقي رئيسًا حتى عام 2013 متمثلًا بالحركة الإسلامية؛ التي تولت منصب رئاسة بلدية أم الفحم بين عامي 1989 و2013 متمثلةً بأربعة رؤساء. بعدها أعلنت انسحابها من منصب رئاسة البلدية، فانفصل عنها الشيخ خالد حمدان وخاض مرحلة الانتخابات عام 2013 مع مرشحين آخرين بقائمة عضوية جديدة أطلق عليها اسم «نور المستقبل» وفاز بنسبة 58.5% بحصوله على 11,348 صوتًا. رشح نفسه في انتخابات 2018 لدورة رئاسية ثالثة لكنه لم يحقق الفوز.

### ترشحه للمرة الثالثة
أُجريت انتخابات بلدية أم الفحم في 30 أكتوبر 2018 بمُنافسة ستة مرشحين على منصب الرئاسة وهم: (الشيخ خالد حمدان، ود. سمير صبحي، ود. علي جبارين، ورامز جبارين، وتيسير سلمان، والمحامي علي عدنان). وقد حصل الشيخ خالد حمدان على 6,868 صوتًا (26%) في المُقابل حصل د. سمير صبحي على 9,459 صوتًا (36%).
وفي 13 نوفمبر 2018 أُعيدت الانتخابات مرة أُخرى بينهما كونهما نالا النسب الأعلى في التصويت ولم يتخطى أحدهما نسبة الحسم وهي 40%. وقد فاز د. سمير صبحي على خصمه الشيخ خالد حمدان بحصوله على 12,778 صوت والأخير بحصوله على 10,810 صوت.
| سبقه الشيخ هاشم عبد الرحمن | رئاسة بلدية أم الفحم 2008 – 2013 2013 – 2018 | تبعه د. سمير صبحي محاميد |

## أُنظر أيضًا
- هاشم عبد الرحمن
- رائد صلاح

## معلومات
1. ↑  رؤساء بلدية أم الفحم السابقين المتمثلين بالحركة الإسلامية هم الشيخ رائد صلاح (1989–2001)، والدكتور سليمان أحمد (2001–2003)، والشيخ هاشم عبد الرحمن (2003–2008)، وآخرهم الشيخ خالد حمدان (2008–2013).